# عباس بابائي
عباس بابائي (1950م قزوين-1987م سردشت) قائد وطيار عسكري إيراني، قائد برتية عميد في القوات الجوية في جيش الجمهورية الإسلامية الإيرانية، قائد القاعدة الجوية الثامنة بمدينة أصفهان، بُعث إلى أمريكا لمواصلة دراسته للطيران، شارك كطيار عسكري فيثورةروح الله الخميني ضد الشاه، كما شارك بقيادته للقوات الجوية في حرب إيران مع العراق. قتل عام1987م بعد عودته من العمليات العسكرية ضد القوات العراقية. حاز على وسام الفتح الفضي، انتج التلفزيون الإيراني تخليداً لإنجازاته مسلسل شوق التحليق من إخراج يد الله صمدي.

## النشأة

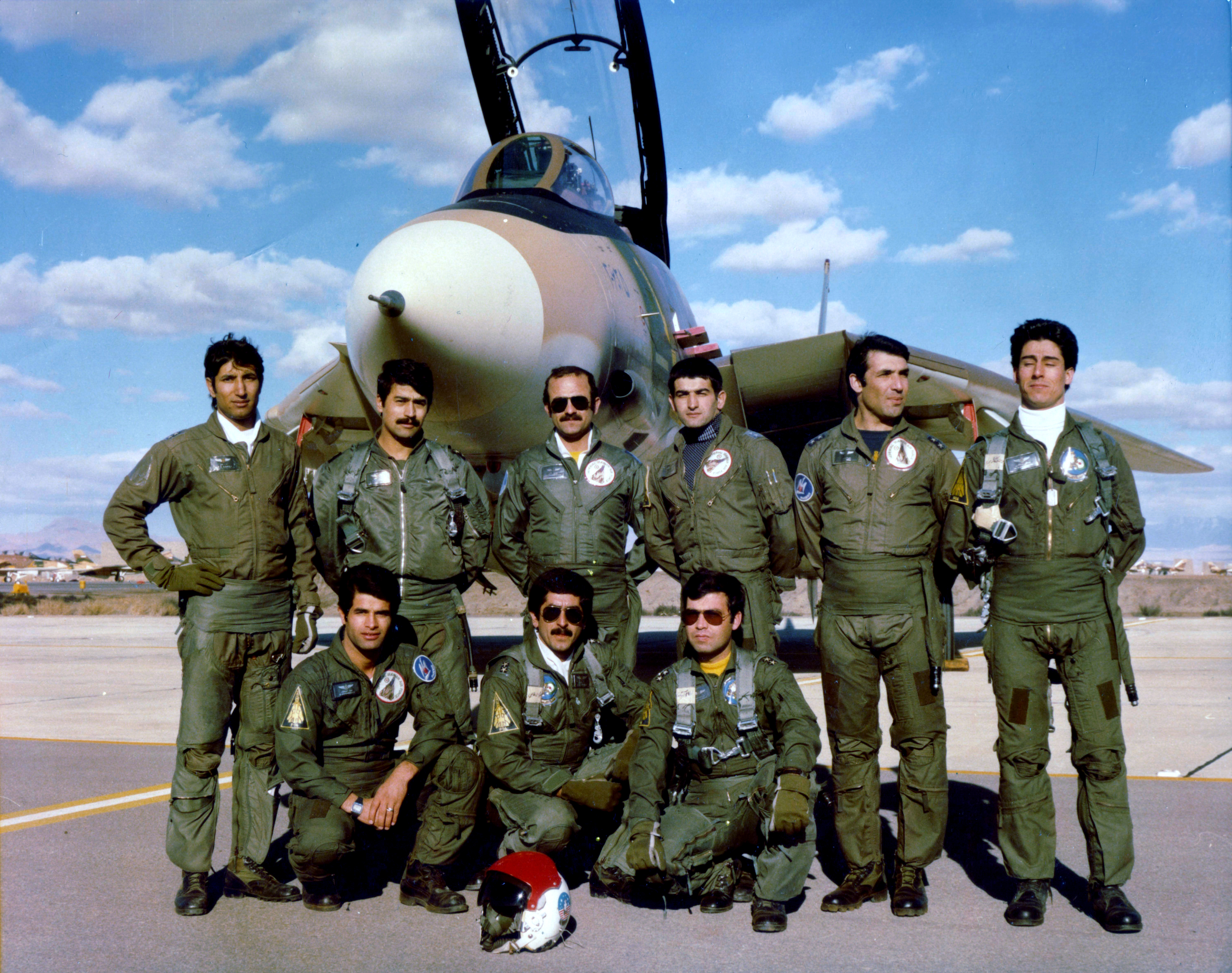

عباس إسماعيل بابائي، ولد عباس عام 1329هــ ش المصادف لـ 1950م في مدينة قزوين إحدى مدن محافظة أذربيجان الغربية، درس المرحلة الابتدائية في مدرسة (دهخدا) والمرحلة المتوسطة في مدرسة (نظام وفاي) بمسقط رأسه. وبعد نيله لشهادة الدبلوم شارك في الامتحانات الجامعية فرع الطب ونجح فيها، لكن حبّهُ الشديد لطيران، جعله يلتحق بكلية الطيران في القوة الجوية، وبعد إنهائه لدراسته الجامعية، بُعث إلى أمريكا لإكمال تعليمه لطيران لمدة 3 سنوات، عاد بعدها إلى إيران، حيث عين بدرجة ملازم ثانٍ طيار ل اف -5 وذلك سنة1972م في القاعدة الجوية الرابعة بمدينة دزفول في محافظة خوزستان الجنوبية.وبعد ضم طائرات اف ــ 14 المتطورة إلى سلاح الجو الإيراني، انتخب عباس لطيران بها نظراً لتجربته الممتازة، ومنها انتقل إلى قاعدة اصفهان الجوية.

### زواجه
تزوج عباس بابائي من ابنة خاله مليحه حكمت، وانجبا سلمى وإبنان حسين ومحمد.

## نشاطاته

### قبل الثورة الإسلامية
مع اشتداد نضال الشعب الإيراني ضد النظام الملكي البهلوي، نشط عباس بابائي كعنصر ثوري في القوة الجوية، وبدأ كفاحه مع سائر العناصر الثورية في القوة الجوية ضد النظام الشاهنشاهي.

### بعد الثورة
بعد انتصار الثورة الإسلامية في إيران،اختير عباس بعنوان مسؤولاً في الاتحاد الإسلامي للقاعدة الجوية الثامنة بأصفهان، وقد شارك في العمليات الجوية ضد الجيش العراقي.
وفي عام 1360 هـ.ش، رُقّي عباس إلى درجة مقدم وعيّن على أثرها قائداً لقاعدة اصفهان الجوية. أثناء ذلك قدّم لمدينة أصفهان العديد من الخدمات في مجالات مختلفة كالخدمات الصحية و العمرانية والتعليمية وبالخصوص في الأماكن الفقيرة.
عيّن عام 1983م مساعداً للعمليات في القوة الجوية برتبة عقيد، ونقل منها إلى القيادة العامة بطهران،وبعد أربع سنوات في عام 1987م ارتقى إلى درجة عميد.
يُعرّف بابائي في القوات الجوية لجيش الجمهورية بأنه الطيار الإيراني الأول الذي عمل على تزويد طائرة اف-14 بالوقود أثناء تحليقها ليلاً، كان له (3000ساعة)من الرحلات الجوية في الحرب العراقية الإيرانية،كما كان له مابين عام(1986-1987)م 60 مهمة حربية ناجحة.

## الوفاة
كان عباس بابائي يؤدي مهمة جوية على المواقع العراقية برفقة العقيد نادري، بعد إتمام المهمة وفي طريق عودتهم تعرضت طائرتهم في منطقة سردشت لإطلاق نار اختلفت الروايات عن مصدره، ففي حين تشير الرواية الرسمية إلى سقوط طائرته بنيران عراقية، تشير مصادر أخرى إلى «عن طريق الخطأ» من قبل قوات الدفاع الجوي الإيراني. أدى ذلك إلى استشهاد عباس وجرح العقيد نادري الذي استطاع بعد محاولاتٍ عديدة أن يهبط بالطائرة، وذلك في يوم عيد الأضحى العاشر من شهر ذي الحجة المصادف لـ 1987م وله من العمر 36عاماً، دفن في مقبرة شهداء مدينة قزوين مسقط رأسه.

## مسلسل شوق التحليق
شوق التحليق هو مسلسل يعرض حياة الطيار القائد عباس بابائي من إخراج يد الله صمدي وتمثيل شهاب حسيني الذي قام بدور عباس بابائي.

## وصلات خارجية
- مسلسل شوق التحليق